# Himno a Río Negro
El Himno a Río Negro es el himno oficial de la provincia de Río Negro, de la República Argentina, y fue compuesto por el sacerdote Raúl Entraigas y el músico Salvador Gallo. 
El himno fue aprobado mediante la ley provincial N.º 1037, sancionada el 24 de junio y aprobada el 4 de julio de 1975.
En la redacción original, la segunda estrofa decía “Ha dejado atrás el tiempo, ahora marcha rumbo al sol, sobre el alma del tehuelche, puso el sello el español”. Esto fue considerado ofensivo hacia los pueblos originarios y motivó amplios debates en la sociedad rionegrina.
Estos llevaron a que la legislatura provincial solicitara la reescritura del Himno Oficial de la provincia de Río Negro, creando una comisión revisora del mismo por medio de la ley provincial N.º 4630. Este trabajo terminó, un par de años después, con la aprobación de las modificaciones al himno mediante la ley provincial N.º 4848, que fue sancionada en mayo de 2013; posteriormente se instituyó la obligatoriedad de cantarlo en los actos protocolares provinciales.   
Finalmente, en agosto de 2013, en la ciudad de Río Colorado se presentó la nueva versión del himno, en el marco de los festejos por los 30 años de democracia en el país. La reforma a la letra fue propuesta por el padre presbítero Óscar Osvaldo Pérez, sobrino-nieto del autor de la letra original, Raúl Entraigas.